# Poliana Barbosa Medeiros
Poliana Barbosa Medeiros (* 6. Februar 1991 in Ituiutaba) ist eine brasilianische Fußballspielerin.

## Karriere

### Verein
Poliana wurde 2009 von Talentsuchern des Santos FC aus der Jugend des América FC in São José do Rio Preto angeworben, wechselte aber nur ein Jahr später zum São José EC nach São José dos Campos. Hier gehörte sie fünf Spielzeiten hindurch zum Stammkader eines erfolgreichen Teams um Formiga und Bruna Benites, das drei Mal (2011, 2013, 2014) die Copa Libertadores Femenina gewinnen konnte. Im Finalspiel 2011 gegen den CSD Colo-Colo erzielte sie das entscheidende Siegtor und im Finale von 2014 gegen den FC Caracas traf sie doppelt.
Zur Saison 2015 wechselte Poliana mit ihrer Teamkollegin Rosana zu den Houston Dash in die US-amerikanische NWSL. Auf Leihbasis spielte sie im zweiten Halbjahr 2015 für UMF Stjarnan auf Island. 2018 lief Poliana für das Franchise der Orlando Pride auf, die sie bereits nach einer Saison wieder verließ.

### Nationalmannschaft
Poliana debütierte am 9. Dezember 2012 gegen die portugiesische Auswahl beim Torneio Internacional in São Paulo in der brasilianischen Nationalmannschaft.
Sie gehörte des Weiteren dem Kader zur Südamerikameisterschaft 2014 in Ecuador, der Weltmeisterschaft 2015 und den Panamerikanischen Spielen 2015 in Kanada, sowie den Olympischen Spielen 2016 in Rio de Janeiro an.

## Erfolge
Nationalmannschaft
- Südamerikameisterin: 2014, 2018
- Goldmedaille bei den Panamerikanischen Spielen: 2015
- Bronzemedaille bei den Südamerikaspielen: 2014
- Gewinnerin des Vier-Nationen-Turniers in Brasilien: 2012, 2014, 2015, 2016
- Gewinnerin des Vier-Nationen-Turniers in China: 2017

São José EC
- Internationale Frauenvereinsmeisterschaft: 2014
- CONMEBOL Copa Libertadores: 2011, 2013, 2014
- Brasilianische Pokalsiegerin: 2012, 2013
- Staatsmeisterin von São Paulo: 2012, 2014

UMF Stjarnan
- Isländische Pokalsiegerin: 2015

Corinthians São Paulo
- Brasilianische Meisterin: 2020, 2021
- Staatsmeisterin von São Paulo: 2020, 2021

Palmeiras São Paulo
- CONMEBOL Copa Libertadores: 2022
- Staatsmeisterin von São Paulo: 2022, 2024